# باول داردن
باول داردن (بالإنجليزية: Paul Darden)‏ هو لاعب بوكر أمريكي، ولد في 27 أكتوبر 1968 في نيو هيفن في الولايات المتحدة.